# Pobuna na Vankuveru
Pobuna na Vankuveru јe 124. epizode seriјala Mali rendžer (Kit Teler) obјavljena u Lunov magnus stripu #274. Epizoda јe premijerno u bivšoj Jugoslaviji objavljena u 11. novembra 1977. godine. Koštala je 10 dinara (0,54 $; 1,29 DEM). Izdavač јe bio Dnevnik iz Novog Sada. Autor korica za LMS izdanje nije poznat. Ovo je 1. deo duže epizode koja se nastavlja u LMS279 Frenkijeva pesnica.

## Originalno izdanje
Ova epizoda je premijerno objavljena u Italiji pod nazivom L'iceberg della morte (srp. Ledenjak smrti) (#124). Sveska je izašla u martu 1974. god. Epizodu je nacrtao Franko Binjoti, a scenario napisao Dećio Kancio. Koštala je 250 lira (0,4 $; 1,25 DEM). Originalne korice nacrtao je Franko Donateli, tada crtač Zagora.

## Kratak sadržaj
U glavnoj banci Lareda u Teksasu, svakog jutra gospodin Zahari Benson otvara svoj sef. U njega stavlja novac, ali tog jutra njegov pomoćnik Džim Tejlor, kada otvori sef, shvata da u njemu nema ni centa. Benson se obraća ranžerima Teksasa, koji preuzimaju ovaj slučaj. Komandant sumnja da je zapravo neko iz banke opljačkao sef i obećava Bensonu da će mu pomoći. Nakon nekoliko meseci, blagajnik Tejlor traži odsustvo od četiri meseca. Bensonu je rekao da mu je umro dalji rođak sa majčine strane i da mu je ostavio zemljište na Aljasci. Benson je to odmah ispričao komandantu utvrđenja, koji šalje Kita i Frankija, obučene kao civile, da prate Džima. Oni sedaju u voz i predstavljaju se Džimu kao ujak i sinovac koji takođe putuju na Aljasku da posete rodbinu. Dok Kita ruča sa Džimom, Franki mu pretresa torbu, ali ga otkriva jedna starija gospođa. Kit izmišlja da je Franki klaptoman i da, s vremena na vreme, mora nešto da ukrade, ali da to uvek vraća. Nakon dugog putovanja duž kontinenta, voz stiže u San Francisco, na obalu Tihog okeana, gde se svi pripremaju za dalje putovanje brodom "Vankuver". Kapetan Beaver ih pozdravlja. Jedan od mornara Džon Rodžers ima kriminalnu prošlost. Na brodu ulazi grupa zatvorenika u zatvorskim odeljima, koji odlaze na prinudni rad u rudnicima Cositra na Aljasci. Džon ih prepoznaje, a pošto i sam ima kriminalnu prošlost, dogovara se sa njihovim vođom Malisnosm o tajnoj akciji. Brod kreće iz San Francisca prema mestu Anchorage na Aljasci. Rodžers obaveštava Roka Malinsa i ostale zatvorenike da će sa grupom mornara preuzeti brod za 24 sata. Takođe, objašnjava da je njegova namera da sa tim brodom započne krijumčarenje velikih razmera. Dok putnic razgledaju foke, Kit i Frankie oblače uniforme i dolaze kod kapetana Bivera da mu objasne dertalje svoje misije. Kada se Džim vrati na brod, Kit mu saopštava da je uhapšen pod optužbom da je ukrao milion dolara. Kit saopštava da je u njegovom koferu nađeno nekoliko obeleženih novčanica, čiji serijski brojevi odgovaraju kradenim dolarima. Kit odvodi Džima u palubu zajedno sa zatvorenicima, koji uskoro uspevaju da ih pridobiju na svoju stranu, obećavši im milion dolara. Kada Kit siđe u palubu da vidi šta se dešava, zatvorenici i Jim ga savladaju i zarobe. Za to vreme, na palubi, Rodžers i Naštromo zarobljavaju kapetana Beavera i odvode ga u potpalublje. Rodžers, Jim I Roki Malins  se svađaju oko toga ko će upravljati brodom i čija će se reč slušati.

## Reprize ove epizode
Epizoda je reprizirana u kolekcionarskom serijalu Mali rendžer If edizione u #62. U Italiji se ova sveska pojavila u julu 2017. Koštala je 6,9€. Hrvatsko izdanje objavljeno je u novembru 2024. godine pod nazivom Ugašeni vulkan. prodavalo se po ceni od 5,3 €. U Srbiji se hrvatski prevod prodavao po ceni od 595 din (5 €). Pre toga, epizoda je u Hrvatskoj reprizirana u ediciji Van Gogh 2017. god. u tiražu od samo 100 primeraka za redovnu seriju i 110 primeraka za "The best of" ediciju. U Srbiji epizode Kit Telera još uvek nisu reprizirane kao edicija, osim sporadično krajem osamdesetih u LMS, te u obnovljenoj ediciji Lunov magnus strip počev od 2023. godine.

## Prethodna i naredna sveska Malog rendžera u LMS
Prethodna sveska Malog rendžera u LMS nosila je naziv Skrovište Vo-ha-ma-to (LMS275), a naredna Frenkijeva pesnica (LMS279).

## Spisak epizoda
Pogledati još Spisak epizoda edicije Lunov magnus strip i Kit Teler (spisak i sadržaj epizoda)